# Crouy-sur-Cosson
Crouy-sur-Cosson – miejscowość i gmina we Francji, w Regionie Centralnym, w departamencie Loir-et-Cher.
Według danych na rok 1990 gminę zamieszkiwało 471 osób, a gęstość zaludnienia wynosiła 17 osób/km² (wśród 1842 gmin Regionu Centralnego Crouy-sur-Cosson plasuje się na 701. miejscu pod względem liczby ludności, natomiast pod względem powierzchni na miejscu 397.).